# یم دون

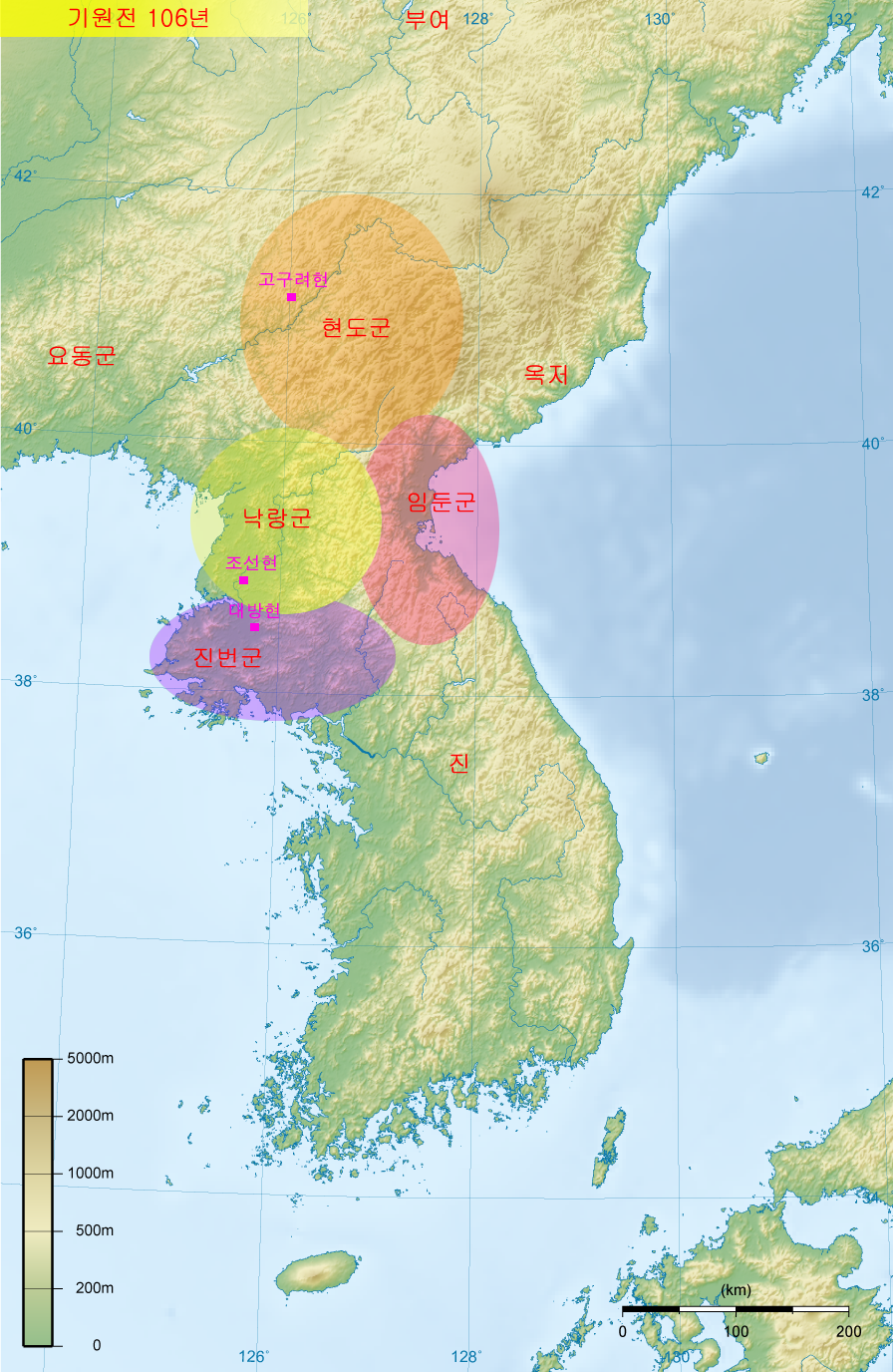
فرمانداری لینتون(صورتی)

فرمانداری لینتون

یم دون لینتون یا لیندان یکی از فرمانداری‌های ۴ گانه امپراتوری هان بود که در سال ۱۰۸ قبل از میلاد به دستور امپراتور هان و پس از نابودی گوجوسان ساخته شد. این فرمانداری در جنگ بویو و هان در معرض نابودی قرار گرفت اما این جنگ به سود هان تمام شد و به دلیل خسارات بسیار به چانگ ان پیوست.